# Camposaurus
Camposaurus („Campův ještěr“, podle paleontologa Charlese Lewise Campa) byl rod malého teropodního dinosaura z nadčeledi Coelophysoidea, žijící na území současné Arizony v USA během období svrchního triasu (geologický věk nor, asi před 220 miliony let). V současnosti bývá označován za nejstaršího známého zástupce kladu Neotheropoda.

## Historie

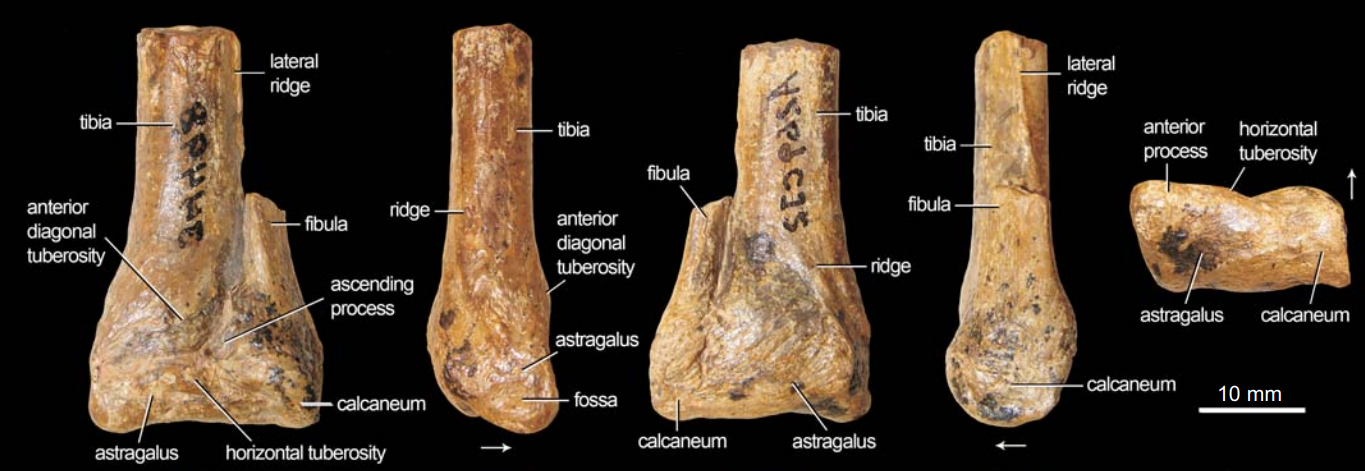
Fragmenty fosilií kostí dolních končetin kamposaura.

Fosilie tohoto teropoda byly objeveny v sedimentech souvrství Bluewater Creek a Chinle v lokalitě „lomu placeriasů“. Holotyp sestává z kostí dolních končetin a nese katalogové označení UCMP 34498. Typový druh Camposaurus arizonensis byl formálně popsán týmem amerických paleontologů v roce 1998. Tento taxon byl postupně řazen do různých skupin teropodů (včetně herrerasauridů), dnes však paleontologové předpokládají, že se jednalo o zástupce čeledi Coelophysidae. Tento starobylý teropod tak byl příbuzný například známějšímu rodu Coelophysis.

## Popis
Camposaurus byl menší štíhlý predátor, který pravděpodobně lovil malé obratlovce. Možná se sdružoval do smeček, o tom ale nemáme žádné konkrétní fosilní doklady. Jeho délka dosahovala zhruba 3 metrů a hmotnost několika desítek kilogramů.